# 2-й Зелений Сад
2-й Зелений Сад (рос. 2-й Зелёный Сад) — селище в Хомутовському районі Курської області Російської Федерації.
Населення становить 3 особи. Входить до складу муніципального утворення Гламаздинська сільрада.

## Історія
Населений пункт розташований на території українського етнічного та культурного краю Східна Слобожанщина.
Від 2004 року входить до складу муніципального утворення Гламаздинська сільрада.

## Населення
| 2002 | 2010 |
| ---- | ---- |
| 5    | ↘3   |